# Port lotniczy Turku
Port lotniczy Turku (fiń. Turun lentoasema, szw. Åbo flygstation, ang. Turku Airport, kod IATA: TKU, kod ICAO: EFTU) – lotnisko położone 8 km na północ od centrum Turku, w prowincji Finlandia Zachodnia, w Finlandii. W 2010 roku obsłużył 357 tys. pasażerów, co sytuuje go na czwartym miejscu pod względem ruchu pasażerskiego w kraju.
Lotnisko w Turku posiada dwa terminale, w tym jeden przeznaczony specjalnie dla tanich linii lotniczych (obecnie wyłącznie Wizz Air).
Połączenie z centrum miasta zapewnia autobus miejski numer 1.

## Linie lotnicze i kierunki lotów
| Linia lotnicza               | Kierunek                                                |
| ---------------------------- | ------------------------------------------------------- |
| Air Baltic                   | 1. Ryga                                                 |
| Amapola Flyg                 | 1. Mariehamn                                            |
| Scandinavian Airlines System | 1. Sztokholm-Arlanda                                    |
| Sunclass Airlines            | Sezonowe czartery: 1. Gran Canaria 2. Teneryfa-Południe |
| Wizz Air                     | 1. Gdańsk 2. Rzym-Fiumicino                             |

## Statystyki

### Ruch pasażerski
| Rok  | Ruch krajowy | Ruch międzynarodowy | Pasażerowie w sumie | Zmiana |
| ---- | ------------ | ------------------- | ------------------- | ------ |
| 2011 | 116 631      | 260 902             | 377 533             | +5,7%  |
| 2010 | 104 533      | 252 726             | 357 259             | +28,5% |
| 2009 | 90 746       | 187 275             | 278 021             | -12,6% |
| 2008 | 102 003      | 216 094             | 318 097             | +3,0%  |
| 2007 | 130 666      | 178 116             | 308 782             | -9,2%  |
| 2006 | 127 582      | 212 338             | 339 920             | +3,6%  |

### Towary i poczta
| Rok  | Towary w obrocie krajowym | Poczta krajowa | Towary w obrocie międzynarodowym | Poczta międzynarodowa | Suma | Zmiana |
| ---- | ------------------------- | -------------- | -------------------------------- | --------------------- | ---- | ------ |
| 2011 | 1                         | 1              | 7852                             | 0                     | 7853 | +11,2% |
| 2010 | 72                        | 0              | 6988                             | 0                     | 7061 | +2,1%  |
| 2009 | 157                       | 0              | 6761                             | 0                     | 6919 | +47,4% |
| 2008 | 43                        | 0              | 4650                             | 1                     | 4695 | +35,7% |
| 2007 | 50                        | 102            | 3304                             | 3                     | 3459 | +5,5%  |
| 2006 | 132                       | 260            | 2883                             | 3                     | 3278 | +9,8%  |

## Osiedle Lotnisko Turku

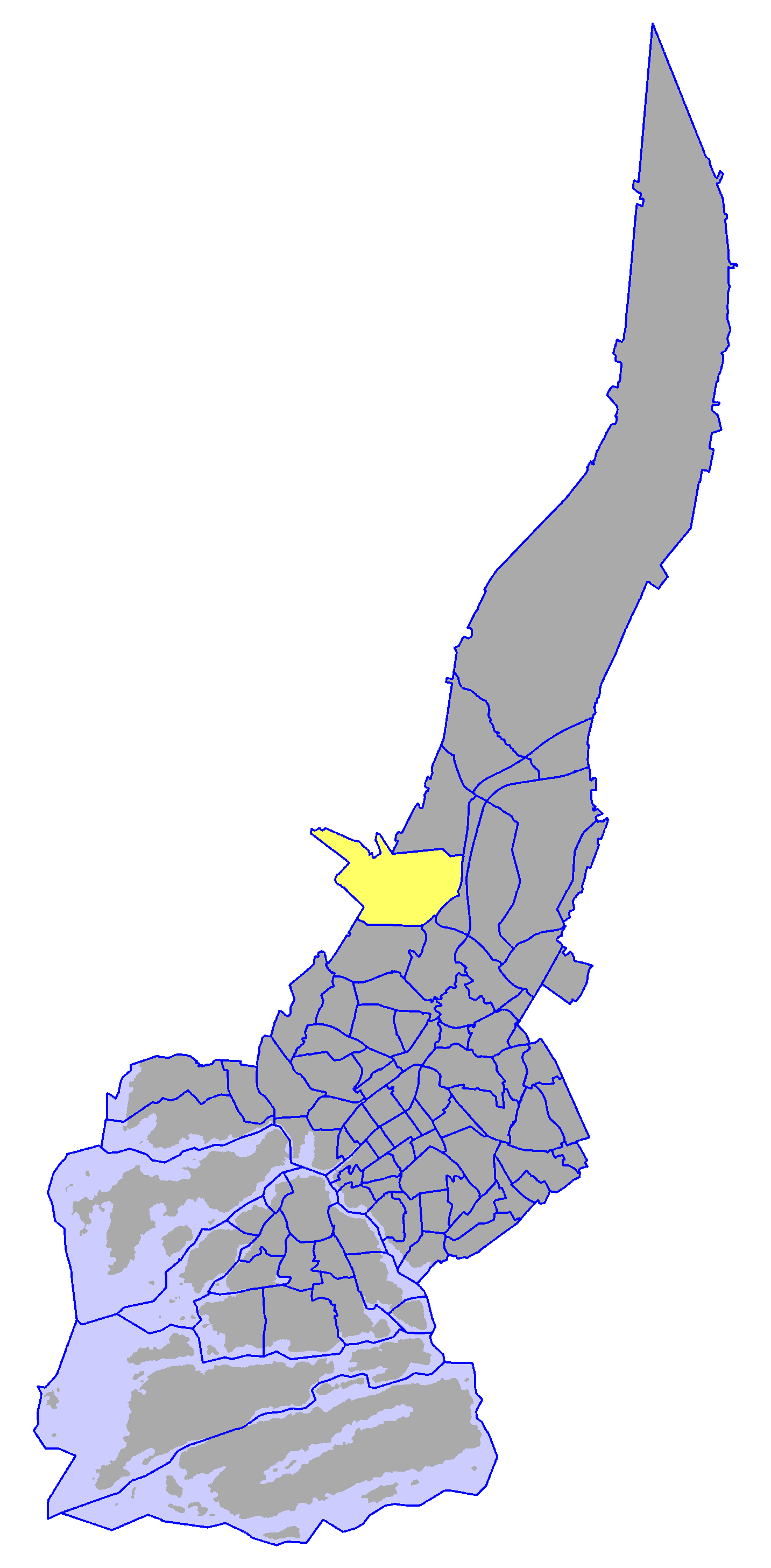
Osiedle Lotnisko Turku na mapie Turku

Lotnisko Turku (fiń. Turun lentoasema, szw. Åbo flygstation) to także osiedle w dzielnicy Maaria-Paattinen miasta Turku. Osiedle zamieszkuje 127 osób (dane z 2004), z rocznym wskaźnikiem przyrostu 0,79%. 22,05% mieszkańców to dzieci w wieku do lat 15, a 16,54% to osoby w wieku 65 lat lub starsze. Językowo, 92,13% populacji to Finowie, 0,79% to Szwedzi, a 7,09% to inni.